# Pleuridium gracilentum
Pleuridium gracilentum là một loài rêu trong họ Archidiaceae. Loài này được Mitt. Mitt. mô tả khoa học đầu tiên năm 1859.